# Édouard Mendy
Édouard Osoque Mendy (Montivilliers, 1 de março de 1992) é um futebolista franco-senegalês que atua como goleiro. Atualmente joga pelo Al-Ahli, da Arábia Saudita.

## Clubes

### Início de carreira
Mendy ingressou na academia de juniores do Le Havre AC aos 13 anos. Depois de ficar atrás de Zacharie Boucher na lista de talentos, Mendy caiu de nível para jogar no CS Municipaux Le Havre. Ele começou sua carreira profissional no AS Cherbourg, que então estava no campeonato nacional da terceira divisão da liga francesa de futebol. Ele permaneceu em Cherbourg até o verão de 2014, após o qual ficou sem clube por um ano. "Eu realmente tinha minhas dúvidas sobre se continuaria", disse Mendy em uma entrevista posterior. Aos 22 anos, Mendy inscreveu-se no desemprego e começou a procurar empregos fora do futebol. No entanto, em 2015, Mendy foi recomendado para preencher uma vaga de goleiro em Marselha pelo amigo e ex-companheiro de equipe Ted Lavie. Após um telefonema com o treinador de goleiros da academia, Dominique Bernatowicz, o Marselha contratou Mendy como seu quarto goleiro. Ele jogou a temporada 2015-16 no time reserva do Marselha, principalmente como reserva para Florian Escales.

### Reims
Em busca de tempo de jogo regular, Mendy se juntou ao Reims durante a temporada 2016–17 da Ligue 2. No primeiro dia da temporada, Mendy fez sua estreia quando o goleiro titular de Reims, Johann Carrasso, foi expulso cinco minutos de jogo contra o Amiens. Mendy passou a manter três jogos sem sofrer golos nos sete jogos seguintes. Na temporada seguinte, Mendy consolidou seu papel como goleiro titular em um time pela primeira vez, ao ajudar Reims a ganhar o título da Ligue 2 de 2017-18, quando foram promovidos à Ligue 1 na temporada seguinte. Mendy manteve 18 jogos sem sofrer golos em 34 jogos ao longo da temporada. Na temporada 2018-19, Mendy jogou em todos os 38 jogos da Ligue 1, enquanto o recém-promovido Reims subia para um oitavo lugar. Mendy manteve quatorze jogos sem sofrer golos, o terceiro maior número de goleiros da liga.

### Rennes
Em 6 de agosto de 2019, o Rennes anunciou que havia contratado Mendy do Reims por uma taxa não revelada que, segundo rumores, rondava os € 4 milhões, substituindo o goleiro Tomáš Koubek. Mendy fez sua estreia na terceira rodada contra o Estrasburgo após se recuperar de um dedo quebrado. Ele defendeu um pênalti para manter o placar limpo, na vitória do Rennes por 2 a 0 no Stade de la Meinau. Mendy continuou a manter nove jogos sem sofrer golos em 24 partidas do campeonato pelo Rennes, em uma temporada que foi encurtada devido à pandemia de COVID-19, ajudando-os a terminar em terceiro lugar e se qualificar para a Liga dos Campeões da UEFA.

### Chelsea

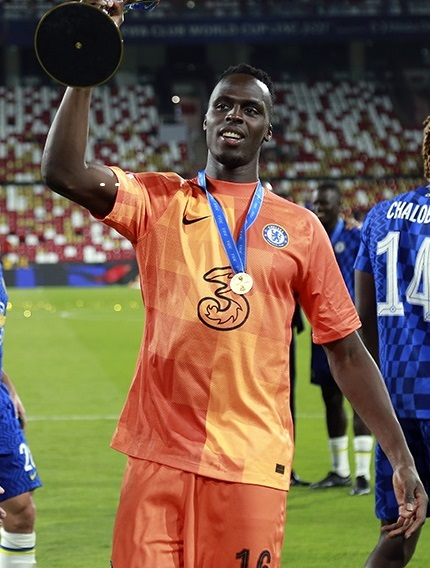
Mendy com a camisa do Chelsea, segurando o troféu da Copa do Mundo de Clubes da FIFA de 2021.

Em 24 de setembro de 2020, o Chelsea anunciou que havia contratado Mendy em um contrato de cinco anos por uma taxa estimada em £ 22 milhões. O técnico do Chelsea, Frank Lampard, revelou que o ex-goleiro do Chelsea e atual conselheiro técnico, Petr Čech (que coincidentemente também se juntou ao Chelsea vindo do Rennes), desempenhou um papel importante na decisão de contratar Mendy. Em 29 de setembro de 2020, Mendy fez sua estreia pelo clube contra o Tottenham na quarta rodada da Copa da Liga Inglesa, que o Chelsea perdeu por 5-4 nos pênaltis após um empate 1-1. Mendy fez sua estreia na Premier League em 3 de outubro, sem sofrer golos na vitória de 4 a 0 do Chelsea sobre o Crystal Palace. Seu clean sheet contra Burnley em 31 de outubro fez dele o primeiro goleiro do Chelsea a manter um clean sheet em seus três primeiros jogos da Premier League desde Petr Čech em 2004. Com uma folha limpa na próxima partida do clube, uma vitória por 3 a 0 contra o Rennes, ex-clube de Mendy, na Liga dos Campeões, o Chelsea registrou cinco perdas consecutivas pela primeira vez em uma década.
Mendy é atualmente o único goleiro africano na Premier League, e o primeiro desde que Carl Ikeme jogou pelo Wolves na temporada 2011-12.
Mendy foi um dos destaques dos Blues na conquista da Champions League, já que teve participação decisiva,  na temporada 2020/21. Na temporada 2020/2021, Mendy teve 25 clean sheets em 43 jogos, destes 16 clean sheets em 31 partidas na Premier League apenas, 9 clean sheets em 13 participações na competição e conquistou o troféu.
Édouard Mendy foi eleito o melhor goleiro do mundo em 17 de janeiro de 2022 pela Fifa. Ele superou Gianluigi Donnaruma, do PSG, e Manuel Neuer, do Bayern de Munique, para ficar com o prêmio.
A temporada 2022-23 de  Edouard Mendy não foi boa, ele disputou apenas 12 partidas pelos Blues e sofreu 17 gols. Em apenas um jogo ficou sem sofrer golos.
Mendy deixou os Blues ao fim da temporada, onde ele fez 105 partidas.

### Al Ahli
Édouard Mendy foi anunciado como reforço do Al Ahli em 28 de junho de 2023, com quem assinou contrato por três temporadas, com vínculo até 2026. Para tirar Mendy do Chelsea, o Al Ahly pagou cerca de 16 milhões de libras.O salário anual de Mendy será por volta de 12 milhões de dólares (R$ 58 milhões) mais três milhões de dólares em bonificações.

## Carreira internacional
Mendy nasceu de mãe senegalesa e pai guineense. Em novembro de 2016, foi convocado pela Guiné-Bissau para amistosos frente aos clubes portugueses do Belenenses e do Estoril. Na época, seu pai estava muito doente e prestes a falecer, o que levou Mendy a homenageá-lo jogando pela seleção da Guiné-Bissau. Pouco depois, ele foi selecionado pela Guiné-Bissau para jogar a Copa das Nações da África de 2017 para eles, mas ele acabou rejeitando a convocação e prometeu seu futuro ao Senegal.
Mendy fez sua estreia pelo Senegal em uma vitória por 1-0 sobre a Guiné Equatorial em 18 de novembro de 2018. Mendy passou a se tornar o goleiro titular do Senegal antes da Copa Africana de Nações de 2019. Ele começou nas duas primeiras partidas da fase de grupos do Senegal, uma vitória por 2-0 sobre a Tanzânia e uma derrota por 1-0 para a Argélia. No entanto, ele se machucou durante o aquecimento antes da última partida da fase de grupos do Senegal contra o Quênia, e foi forçado a retirar-se do time com um dedo quebrado, já que o Senegal perderia no final por 1-0 para a Argélia.

## Estilo de jogo
Mendy tem sido descrito como um goleiro fisicamente dominante, que exerce forte influência no terço defensivo. Na temporada 2019-20 com o Rennes, Mendy registrou uma taxa de sucesso nas salvações de 75,3%, a mais alta da Ligue 1, com média de 2,5 defesas por jogo. Na mesma temporada, Mendy completou 51,4% de seus passes em 40 jardas, igual a Ederson, que é muito conceituado por sua habilidade de chute. Mendy é um goleiro assertivo no jogo aéreo, frequentemente saindo de sua linha para reclamar cruzamentos. Ele também é muito eloquente, muitas vezes organizando o posicionamento de seus defensores. Após sua chegada ao Chelsea, o ex-treinador Frank Lampard notou sua atitude positiva, dizendo: "Parece que sua personalidade é bastante descontraída, com uma margem dura no que diz respeito ao trabalho. Ele exige muito pouca manutenção... e está ansioso para se envolver com seus companheiros de equipe e comigo. Ele tem um sorriso no rosto, então é muito positivo quando você tem um jogador que chega e atinge o solo correndo no campo e no vestiário."

## Estatísticas

### Clubes
| Clube             | Temporada         | Liga                | Liga  | Liga | Copa Nacional | Copa Nacional | Copa da Liga | Copa da Liga | Europa | Europa | Outras | Outras | Total | Total |
| Clube             | Temporada         | Divisão             | Jogos | Gols | Jogos         | Gols          | Jogos        | Gols         | Jogos  | Gols   | Jogos  | Gols   | Jogos | Gols  |
| ----------------- | ----------------- | ------------------- | ----- | ---- | ------------- | ------------- | ------------ | ------------ | ------ | ------ | ------ | ------ | ----- | ----- |
| Cherbourg         | 2011–12           | Campeonato Nacional | 5     | 0    | 0             | 0             | 0            | 0            | —      | —      | —      | —      | 5     | 0     |
| Cherbourg         | 2012–13           | Campeonato Nacional | 3     | 0    | 0             | 0             | 0            | 0            | —      | —      | —      | —      | 3     | 0     |
| Cherbourg         | 2013–14           | CFA                 | 18    | 0    | 0             | 0             | 0            | 0            | —      | —      | —      | —      | 18    | 0     |
| Cherbourg         | Total             | Total               | 26    | 0    | 0             | 0             | 0            | 0            | —      | —      | —      | —      | 26    | 0     |
| Marseille B       | 2015–16           | CFA                 | 8     | 0    | 0             | 0             | 0            | 0            | —      | —      | —      | —      | 8     | 0     |
| Reims B           | 2016–17           | CFA                 | 1     | 0    | 0             | 0             | 0            | 0            | —      | —      | —      | —      | 1     | 0     |
| Reims             | 2016–17           | Ligue 2             | 8     | 0    | 2             | 0             | 1            | 0            | —      | —      | —      | —      | 11    | 0     |
| Reims             | 2017–18           | Ligue 2             | 34    | 0    | 0             | 0             | 0            | 0            | —      | —      | —      | —      | 34    | 0     |
| Reims             | 2018–19           | Ligue 1             | 38    | 0    | 2             | 0             | 1            | 0            | —      | —      | —      | —      | 41    | 0     |
| Reims             | Total             | Total               | 80    | 0    | 4             | 0             | 2            | 0            | —      | —      | —      | —      | 86    | 0     |
| Rennes            | 2019–20           | Ligue 1             | 24    | 0    | 5             | 0             | 0            | 0            | 4      | 0      | 0      | 0      | 33    | 0     |
| Rennes            | 2020–2021         | Ligue 1             | 1     | 0    | 0             | 0             | —            | —            | 0      | 0      | —      | —      | 1     | 0     |
| Rennes            | Total             | Total               | 25    | 0    | 5             | 0             | 0            | 0            | 4      | 0      | 0      | 0      | 34    | 0     |
| Chelsea           | 2020–21           | Premier League      | 26    | 0    | 0             | 0             | 1            | 0            | 8      | 0      | —      | —      | 35    | 0     |
| Total na Carreira | Total na Carreira | Total na Carreira   | 166   | 0    | 9             | 0             | 3            | 0            | 12     | 0      | 0      | 0      | 190   | 0     |

### International
- Atualizado até partidas jogadas em novembro 2020[9]

| Seleção Nacional | Ano   | Jogos | Gols |
| ---------------- | ----- | ----- | ---- |
| Senegal          | 2018  | 1     | 0    |
| Senegal          | 2019  | 7     | 0    |
| Senegal          | 2020  | 2     | 0    |
| Total            | Total | 10    | 0    |

## Títulos
Stade de Reims
- Ligue 2: 2017–18

Chelsea
- Liga dos Campeões da UEFA: 2020–21
- Supercopa da UEFA: 2021
- Copa do Mundo de Clubes da FIFA: 2021

Al-Ahli Saudi
- Liga dos Campeões da AFC: 2024–25

Seleção Senegalesa
- Campeonato Africano das Nações: 2021

### Prêmios Individuais
- Seleção da Liga dos Campeões da UEFA: 2020–21
- Melhor Goleiro de Clubes da UEFA: 2020–21
- Melhor Goleiro do Mundo da FIFA: 2021
- Melhor Goleiro do Campeonato Africano das Nações: 2021
- Seleção do Campeonato Africano das Nações: 2021
- IFFHS MEN’S ALL TIME SENEGAL DREAM TEAM[10]
- Melhor Goleiro da Liga dos Campeões da AFC: 2024–25[11]